# Kabinet-De Vries-Fransen van de Putte
Het kabinet-De Vries-Fransen van de Putte was een liberaal Nederlands kabinet dat regeerde van 6 juli 1872 tot en met 27 augustus 1874.
Dit is het derde liberale kabinet op rij, ditmaal onder leiding van een leerling van Thorbecke, De Vries. Het kabinet poogt te komen tot uitbreiding van het kiesrecht, maar slaagt daar niet in. Een voorstel tot afschaffing van de plaatsvervanging bij het leger haalt het evenmin. Artikel 1 van het wetsvoorstel dat dit regelt wordt op 30 juni 1873 met 43 tegen 25 stemmen verworpen. Ook een wetsvoorstel over de rechterlijke organisatie wordt, in mei 1873, verworpen.
De verwerping van de legerplannen van de ministers Van Limburg Stirum van Oorlog en Geertsema van Binnenlandse Zaken leidt in juli 1873 tot een tussentijdse crisis. Omdat men er niet in slaagt een ander kabinet te vormen, blijft het kabinet - met een nieuwe minister van Oorlog - aan.
Uiteindelijk gaat het kabinet in juni 1874 aan de verdeeldheid van de liberalen en de geringe regeerkracht die daarvan het gevolg is, ten onder.

## Bijzonderheden
Tot de resultaten die het kabinet wel bereikt, behoren een Wet op besmettelijke ziekten, die inenting tegen pokken verplicht stelt, een wet die stakingen door werknemers toestaat, en de Vestingwet. Die laatste wet concentreert de Nederlandse defensie op een stelsel van nieuw te bouwen verdedigingswerken, de Vesting Holland. De oude vestingen rond steden kunnen worden afgebroken, waardoor stadsuitbreiding eenvoudiger wordt.
Het uitbreken van de Atjeh-oorlog, gevolgd door enkele mislukte militaire expedities, leidt tot kritiek op minister Brocx van Marine. Hij treedt na verwerping van zijn begroting af.
De door minister Geertsema voorgestelde kiesrechtuitbreiding moet worden bereikt door verlaging van de census (het bedrag dat iemand minimaal aan belasting moet betalen om te mogen stemmen). Omdat de Tweede Kamer ernstig verdeeld is over de hoogte van de verlaging, wordt het voorstel verworpen.
Het kabinet bemiddelt tevergeefs tussen de koning en de prins van Oranje over het voorgenomen huwelijk van de laatste met de gravin Van Limburg Stirum. De koning weigert daarvoor zijn toestemming te geven, waarop de kroonprins zich uit het openbare leven terugtrekt.

## Ambtsbekleders
| Ambtsbekleders                                                   | Ambtsbekleders                              | Ambtsbekleders                                                          | Ministers / Ministerie | Ministers / Ministerie | Termijn                                         | Partij                     |
| ---------------------------------------------------------------- | ------------------------------------------- | ----------------------------------------------------------------------- | ---------------------- | ---------------------- | ----------------------------------------------- | -------------------------- |
|                                                                  | G. (Gerrit) de Vries Azn.                   | mr.dr. G. (Gerrit) de Vries Azn. (1818–1900)                            | Voorzitter             | Voorzitter             | 6 juli 1872 – 27 augustus 1874                  | O (Oud- Liberaal)          |
| Minister                                                         | G. (Gerrit) de Vries Azn.                   | mr.dr. G. (Gerrit) de Vries Azn. (1818–1900)                            | Justitie               |                        | 6 juli 1872 – 27 augustus 1874                  | O (Oud- Liberaal)          |
|                                                                  | Mr. J.H. Geertsema Czn.                     | mr. J.H. Geertsema Czn. (1816–1908)                                     | Minister               | Binnenlandse Zaken     | 6 juli 1872 – 27 augustus 1874                  | O (Oud- Liberaal)          |
|                                                                  |                                             | mr. J.L.H.A. (Louis) baron Gericke van Herwijnen (1814–1899)            | Minister               | Buitenlandse Zaken     | 18 januari 1871 – 27 augustus 1874              | O (Oud- Liberaal)          |
|                                                                  | A. (Albert) van Delden                      | mr. A. (Albert) van Delden (1828–1898)                                  | Minister               | Financiën              | 6 juli 1872 – 27 augustus 1874                  | O (Oud- Liberaal)          |
|                                                                  | M.D. (Menno David) graaf van Limburg Stirum | generaal-majoor M.D. (Menno David) graaf van Limburg Stirum (1807–1891) | Minister               | Oorlog                 | 6 juli 1872 – 15 september 1873 (afgetreden)    | O (Oud- Liberaal)          |
|                                                                  |                                             | L.G. Brocx (1819–1880)                                                  | Minister               | Oorlog                 | 15 september 1873 – 6 oktober 1873 (waarnemend) | O (Oud- Liberaal)          |
|                                                                  | A.W.Ph. Weitzel                             | generaal-majoor A.W.Ph. Weitzel (1816–1896)                             | Minister               | Oorlog                 | 6 oktober 1873 – 29 april 1875                  | O (Conservatief- Liberaal) |
|                                                                  |                                             | L.G. Brocx (1819–1880)                                                  | Minister               | Marine                 | 4 juni 1868 – 18 december 1873 (afgetreden)     | O (Oud- Liberaal)          |
|                                                                  | I.D. (Isaäc) Fransen van de Putte           | I.D. (Isaäc) Fransen van de Putte (1822–1902)                           | Minister               | Marine                 | 18 december 1873 – 16 mei 1874 (waarnemend)     | O (Sociaal- Liberaal)      |
|                                                                  |                                             | W.F. van Erp Taalman Kip (1824–1905)                                    | Minister               | Marine                 | 16 mei 1874 – 3 november 1877                   | O                          |
|                                                                  | I.D. (Isaäc) Fransen van de Putte           | I.D. (Isaäc) Fransen van de Putte (1822–1902)                           | Minister               | Koloniën               | 6 juli 1872 – 27 augustus 1874                  | O (Sociaal- Liberaal)      |
| Bron: Kabinet-De Vries/Fransen van de Putte Parlement & Politiek |                                             |                                                                         |                        |                        |                                                 |                            |

Schimmelpenninck ·
De Kempenaer-Donker Curtius ·
Thorbecke I ·
Van Hall-Donker Curtius ·
Van der Brugghen ·
Rochussen ·
Van Hall-Van Heemstra ·
Van Zuylen van Nijevelt-Van Heemstra ·
Thorbecke II ·
Fransen van de Putte ·
Van Zuylen van Nijevelt ·
Van Bosse-Fock ·
Thorbecke III ·
De Vries-Fransen van de Putte ·
Heemskerk-Van Lynden van Sandenburg ·
Kappeyne van de Coppello ·
Van Lynden van Sandenburg ·
Heemskerk Azn. ·
Mackay ·
Van Tienhoven ·
Röell ·
Pierson ·
Kuyper ·
De Meester ·
Heemskerk ·
Cort van der Linden ·
Ruijs de Beerenbrouck I ·
Ruijs de Beerenbrouck II ·
Colijn I ·
De Geer I ·
Ruijs de Beerenbrouck III ·
Colijn II ·
Colijn III ·
Colijn IV ·
Colijn V ·
De Geer II ·
Gerbrandy I ·
Gerbrandy II ·
Gerbrandy III ·
Schermerhorn-Drees ·
Beel I ·
Drees-Van Schaik ·
Drees I ·
Drees II ·
Drees III ·
Beel II* ·
De Quay ·
Marijnen ·
Cals ·
Zijlstra* ·
De Jong ·
Biesheuvel I ·
Biesheuvel II* ·
Den Uyl ·
Van Agt I ·
Van Agt II ·
Van Agt III* ·
Lubbers I ·
Lubbers II ·
Lubbers III ·
Kok I ·
Kok II ·
Balkenende I ·
Balkenende II ·
Balkenende III* · 
Balkenende IV ·
Rutte I ·
Rutte II · 
Rutte III ·
Rutte IV ·  
Schoof

* rompkabinet